# Álbum TV
Álbum TV fue un canal de televisión español de pago que mantuvo sus emisiones entre marzo de 1997 y marzo de 1999. 

## Historia
El 30 de enero de 1997 la plataforma de pago española Canal Satélite Digital (más tarde Digital+) iniciaba sus emisiones en todo el territorio español a través del satélite Astra. Dentro de su oferta inicial de programación se encontraba el canal temático de series clásicas Álbum TV.
Dicho canal emitía series de televisión de todos los tiempos como Retorno a Brideshead; Yo, Claudio; Poldark; Un hombre en casa o Canción triste de Hill Street. Todas en su mayoría de las décadas de los 60, 70 y 80 haciendo hincapié en series británicas.
Junto con el canal Fútbol Mundial, fue una de las grandes apuestas de la plataforma por aquel entonces. Iba incluido dentro del paquete básico de canales.
El 1 de marzo de 1999 fue sustituido por el canal Paramount Comedy, que además compartía frecuencia con la cadena infantil Nickelodeon.

## Series emitidas
Algunas de las series emitidas por la cadena fueron:
- El Santo
- Los Vengadores
- Los Roper (original británica)
- Yo, Claudio
- Las aventuras de Sherlock Holmes (V.O.)
- Un hombre en casa
- El nido de Robin
- Cadfael
- El monje detective
- Spitting Image
- Beavis and Butt-Head
- Retorno a Brideshead
- Poldark
- Canción triste de Hill Street
- La chica de la tele
- La cabeza (The Head)